# Ray Keech

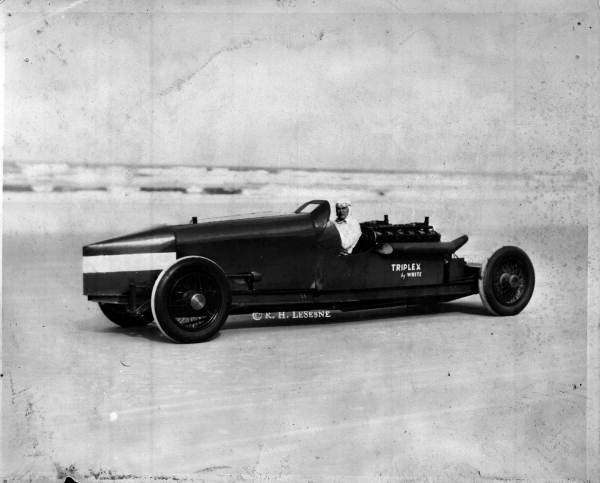
Keech al volante del Triplex en Daytona Beach (1928)

Charles Raymond Keech (1 de mayo de 1900 - 15 de junio de 1929) fue un piloto automovilístico estadounidense de la década de 1920. Es recordado por establecer un récord de velocidad en tierra en 1928 y por haber ganado las 500 Millas de Indianápolis de 1929.

## Carrera

### Récord de velocidad en tierra
Keech estableció el récord de velocidad en tierra con una marca de 207,55 mph (334,02 km/h) el 22 de abril de 1928. Estableció el récord en el Circuito playero de Daytona con el White Triplex, un automóvil equipado con un motor de combustión interna triple, que totalizaba 81 litros de cilindrada.
Su récord fue roto por Henry Segrave el 11 de marzo de 1929. En 1929, el dueño del Triplex, J. M. White, le pidió a Keech que intentara batir el nuevo récord con el Triplex. Keech declinó prudentemente esta oferta. White contrató para conducir el coche a Lee Bible, uno de sus mecánicos, que murió en su segundo intento de establecer el récord al estrellarse el coche tras salirse de la pista. 

### Automovilismo
Ganó en 1928 su primera carrera en el circuito Michigan State Fairgrounds Speedway, y terminó en segundo lugar de la clasificación por puntos de la temporada en el Campeonato Nacional de la AAA.
Se calificó sexto para las 500 Millas de Indianápolis de 1929. El piloto Louis Meyer estaba liderando la carrera, hasta que se quedó sin presión de aceite en la vuelta 157. Keech se hizo con el liderato de la prueba cuando el motor del coche de Meyer se negó a arrancar después de que pasó por boxes para obtener más petróleo. Keech lideró el resto de la carrera, proclamándose de esta manera campeón de la edición de 1929.

## Muerte
Keech murió dieciséis días después de su victoria en Indianápolis en un accidente en la carrera de las 200 Millas de Altoona en Tipton (Pensilvania), el 15 de junio de 1929.
Fue enterrado en el cementerio de Hephzibah en Modena (Pensilvania), en el condado de Chester.

## Resultados en las 500 Millas de Indianápolis
| Año     | Coche   | Salida  | Calif   | Número  | Final   | Vueltas | Líder | Retirado |
| ------- | ------- | ------- | ------- | ------- | ------- | ------- | ----- | -------- |
| 1928    | 15      | 10      | 113.421 | 10      | 4       | 200     | 0     | Meta     |
| 1929    | 2       | 6       | 114.905 | 6       | 1       | 200     | 46    | Meta     |
| Totales | Totales | Totales | Totales | Totales | Totales | 400     | 46    |          |

| Salidas      | 2 |
| Poles        | 0 |
| Primera Fila | 0 |
| Victorias    | 1 |
| Top 5        | 2 |
| Top 10       | 2 |
| Retirado     | 0 |

| Predecesor: Louis Meyer | Ganadores de las 500 Millas de Indianápolis 1929 | Sucesor: Billy Arnold |